# Nasidius atra
Nasidius atra är en insektsart som först beskrevs av Brunner von Wattenwyl 1888.  Nasidius atra ingår i släktet Nasidius och familjen Anostostomatidae. Inga underarter finns listade i Catalogue of Life.